# North Fambridge
 (avril 2023).
Pour l’article homonyme, voir South Fambridge.
North Fambridge est un village et une paroisse civile de l'Essex, en Angleterre.